# Flavors of Youth
Si shi qingchun (chinois simplifié : 肆式青春 ; pinyin : Sì shì qīngchūn ; litt. « Quatre styles de jeunesse »), aussi connu au Japon sous le nom de Shikioriori (詩季織々, litt. « Poème des saisons tissés ensemble »), est un film d'animation omnibus sino-japonais issu d'une collaboration entre les studios d'animation Haoliners Animation League et CoMix Wave Films. Ce long-métrage est sorti dans les salles japonaises le 4 août 2018,. Netflix le diffuse en streaming sous le titre international Flavors of Youth (litt. « Saveurs de la jeunesse »).

## Synopsis
Flavors of Youth est composé de trois histoires qui se déroulent dans une ville différente :
- Les Nouilles de riz (陽だまりの朝食, Hidamari no chōshoku?, chinois simplifié : 向阳早餐 ; pinyin : Xiàngyáng zǎocān, litt. « Un petit déjeuner ensoleillé »)

Un jeune salarié travaillant à Pékin se souvient de son enfance, de sa grand-mère dans sa ville natale et du goût des nouilles de riz.
- Un petit défilé de mode (小さなファッションショー, Chiisana fasshonshō?, chinois simplifié : 小小时装秀 ; pinyin : Xiǎo xiǎoshí zhuāng xiù)

Des sœurs orphelines vivent à Canton ; l'aînée gagne sa vie comme mannequin pour permettre à sa sœur de faire des études.
- Amour à Shanghaï (上海恋?, pinyin : Shànghǎi liàn, litt. « L'Amour de Shanghai »)

À Shanghai, un jeune homme retrouve une K7 enregistrée en 1999 par la fille dont il était amoureux.

## Personnages
Les Nouilles de riz
- Xiao Ming (シャオミン, Shaomin?, chinois simplifié : 小明 ; pinyin : Xiǎomíng)

Voix japonaise : Taito Ban, Mariya Ise (enfant) ,,, voix française : Adrien Larmande, Jennifer Fauveau (enfant)
Personnage principal du premier court métrage, travaillant à Pékin, il a vécu son enfance avec sa grand-mère dans un village de la province du Hunan.
Un petit défilé de mode
- Yi Ling (イリン, Irin?, chinois simplifié : 依琳 ; pinyin : Yīlín)

Voix japonaise : Minako Kotobuki,,, voix française : Marie Tirmont
Née à Canton, elle est un mannequin populaire. Elle a pris en charge sa petite sœur et vit avec elle depuis que leurs parents sont décédés.
- Lu Lu (ルル, Ruru?, chinois simplifié : 璐璐 ; pinyin : Lùlù)

Voix japonaise : Haruka Shiraishi,,, voix française : Maryne Bertieaux
La petite sœur de Irin qui étudie dans une école de design et de stylisme. Etant très introvertie, sa personnalité est à l'opposé de celle sa grande sœur, mais elle se soucie énormément de cette dernière.
- Steve (スティーブ, Sutību?, chinois simplifié : 史蒂夫 ; pinyin : Shǐdìfū)

Voix japonaise : Hiroki Yasumoto,,, voix française : Pierre-François Pistorio
Le manager d'Irin. Il est un important conseiller pour cette dernière dans ses relations publiques et privées. Il s'entend très bien avec Lulu.
Amour à Shanghaï
- Li Mo (リモ, Rimo?, chinois simplifié : 李墨 ; pinyin : Lǐmò)

Voix japonaise : Takeo Ōtsuka,,, voix française : Paolo Domingo
Il est né à Shanghai. Il travaille dans la conception architecturale, mais il se sent dans l'impasse par sa progression agitée dans le domaine.
- Xiao Yu (シャオユ, Shaoyu?, chinois simplifié : 小雨 ; pinyin : Xiǎoyǔ)

Voix japonaise : Ikumi Hasegawa,,, voix française : Clara Quilichini
L'amie d'enfance de Limo et sa première petite amie. Pour une certaine raison, ils se sont séparés et celle-ci a pris un chemin de vie différent.

## Production
En février 2018, le studio d'animation chinois Haoliners Animation League et le studio japonais CoMix Wave Films révèlent leur collaboration pour un projet commun sur un film d'anthologie composé de trois courts métrages, intitulé Si shi qingchun (chinois simplifié : 肆式青春 ; pinyin : Sì shì qīngchūn) pour le public chinois et Shikioriori (詩季織々) pour les japonais, et qui est prévu pour l'été de la même année,. Ces trois courts métrages se déroulent dans trois différentes villes chinoises. Le premier Hidamari no Chōshoku est réalisé et écrit par Jiaoshou Yi Xiaoxing (en), Yoshitaka Takeuchi est réalisateur du deuxième court-métrage intitulé Chiisana fashion show avec un script de Naruki Nagakawa, tandis que le troisième est un hommage à 5cm Per Second, s'intitulant Shanghai Koi, Li Haoling en est l'auteur, qui est aussi le réalisateur en chef de ce projet,.
La chanson WALK de Vickeblanka (ja) sert de chanson thème au film.
Il est sorti dans les salles japonaises le 4 août 2018 pour une durée de trois semaines,. Netflix le diffuse en streaming dans le monde entier sous le titre international de Flavors of Youth: International Version. Une avant-première mondiale a eu lieu le 6 juillet à l'Anime Expo, une convention américaine d’anime.